# En feu
Singles de Soprano
Le diable ne s'habille plus en Prada
(2016) Mon Everest
(2016)
En feu est un single du rappeur français Soprano sorti le 25 juillet 2016. Il constitue la troisième piste de son cinquième album studio, intitulé L'Everest et paru le 14 octobre 2016. 
En feu est certifié disque de platine par le Syndicat national de l'édition phonographique (SNEP) le 6 janvier 2017.

## Historique de sortie
En feu est le deuxième extrait de L'Everest dévoilé par Soprano, après le single Le diable ne s'habille plus en Prada.

## Caractéristiques musicales
La chanson est enregistrée sur un rythme rapide, entraînant et festif,.
Dans En feu, Soprano témoigne de son énergie et de son effervescence imparables.

## Clip vidéo
Disponible en avant-première sur la plateforme iTunes Connect, le clip de En feu est publié le 3 août 2016 sur la chaîne YouTube de Soprano. Tourné à Paris et dans le Sud de la France, il met en scène le rappeur et un groupe d'amis sous le soleil et face à la mer. Ceux-ci sont filmés lorsqu'ils se réveillent, descendent dans la rue, travaillent ou s'occupent des tâches ménagères avec entrain, ou encore lorsqu'ils font la fête sur une terrasse. Certaines scènes sont filmées dans un gymnase.
Le 14 avril 2024, le clip En feu de Soprano totalise presque plus de 216 millions de vues sur YouTube.

## Classements et certification

### Classements hebdomadaires
| Classement                              | Meilleure position | Nombre de semaines dans le classement |
| --------------------------------------- | ------------------ | ------------------------------------- |
| Belgique (Wallonie Ultratop 50 Singles) | 29                 | 12                                    |
| Belgique (Wallonie Ultratip 50)         | 1                  | 10                                    |
| Belgique (Wallonie Ultratop 50 Airplay) | 40                 | 6                                     |
| France (SNEP)                           | 1                  | 26                                    |

### Certification
| Région                                                                                                 | Certification | Ventes/Streams |
| --- | ------------- | -------------- |
| France (SNEP)                                                                                          | Diamant       | 250 000*       |
| *Ventes selon la certification ^Mise en rayon selon la certification xNon précisé par la certification |               |                |